# Chromatomyia norwegica
Chromatomyia norwegica este o specie de muște din genul Chromatomyia, familia Agromyzidae, descrisă de Ryden în anul 1957. Conform Catalogue of Life specia Chromatomyia norwegica nu are subspecii cunoscute.